# نوكيا 9 بيور فيو
نوكيا 9 بيور فيو (بالإنجليزية: Nokia 9 PureView)‏ هو هاتف ذكي من إنتاج شركة نوكيا، تم تطويره بواسطة شركة إتش إم دي العالمية. أُعلن عنه في ملتقى عالم الهاتف النقال في عام 2019 الذي عُقد في برشلونة، إسبانيا كخليفة لـنوكيا 8 سيروكو (بالإنجليزية: Nokia 8 Sirocco)‏. مثل معظم هواتف نوكيا الذكية من شركة إتش إم دي العالمية، يعمل الجهاز بواسطة نظام تشغيل أندرويد ون.